# Louis Carton
Pour les articles homonymes, voir Carton.
Louis Carton, de son nom complet Louis Benjamin Charles Carton mais plus simplement appelé docteur Carton, né le 16 juin 1861 à Saint-Omer (Pas-de-Calais) et mort le 24 décembre 1924 à Paris, est un médecin militaire français.
Il est surtout connu pour son activité d'archéologue amateur qu'il mène sur les sites de Tunisie, avec le soutien de l'Académie des inscriptions et belles-lettres. Il était aussi un représentant du parti colonial français et un collectionneur controversé,.

## Biographie

### Jeunesse
Petit-neveu de l'historien et géographe Émile Lefranc, il se passionne très tôt pour l'étude du passé et devient, à 21 ans, membre de la Société géologique du Nord.

### Carrière
Après avoir achevé ses études au lycée de Lille, il part pour la Tunisie en tant qu'aide-major en 1888. Sur place, il commence à mener des recherches archéologiques et dégage à cette occasion une grande partie des ruines de Dougga et publie notamment l'inscription d'Aïn-Ouassel. En 1902, devenu médecin-major, chef de service au 4e régiment de tirailleurs tunisiens à Sousse, il y fonde une société archéologique et achève les fouilles de ses catacombes.
Son effort se porte ensuite sur Bulla Regia où il fait aménager un groupe de ruines romaines. Il crée dans la foulée un comité d’initiative dans la ville de Souk El Arba toute proche et publie le Guide du nord-ouest de la Tunisie, faisant de lui l'un des précurseurs du tourisme en Tunisie. Cependant, son principal objectif restait la préservation du site archéologique de Carthage pour lequel il se dépensa sans compter durant toute sa vie. Passionné d'archéologie, l'architecte Raphaël Guy le rejoint dans les années 1910.

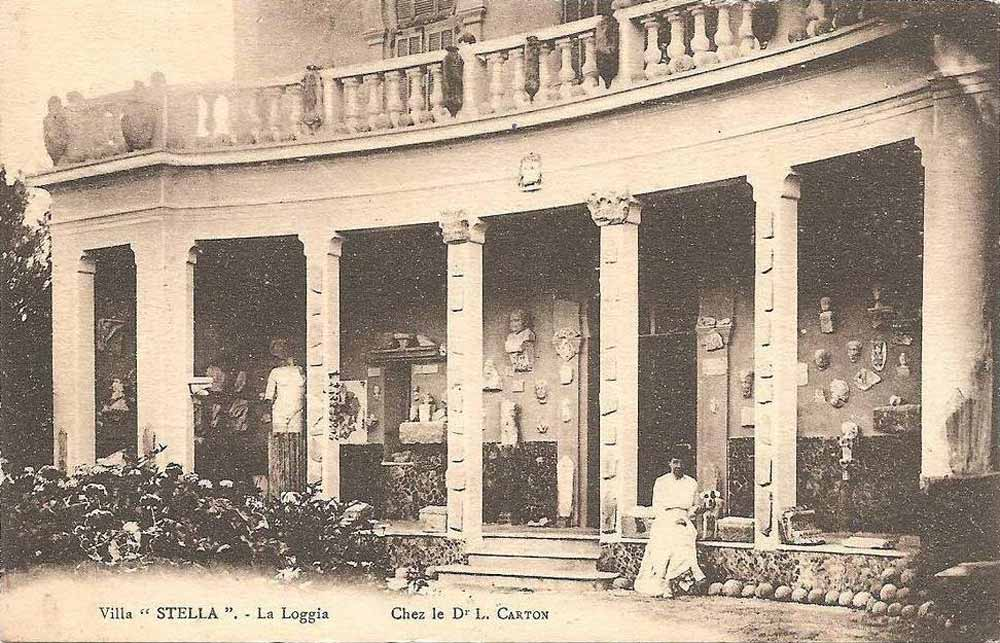
Villa Stella du docteur Carton à Khereddine.

Il fait de nombreux dons au musée archéologique de Sousse comme des pièces de monnaie arabes, des bas-reliefs (représentant deux panthères qui s'affrontent et découvertes à Aïn-Zerred près de Thurbane en 1904) ou une inscription grecque sur marbre (1914). D'autres pièces, dont les effigies puniques, sont offertes au musée du Bardo, puis constituent le fonds du musée de Carthage.
En 1929, Le sanctuaire punique découvert à Carthage est publié chez l'éditeur Paul Geuthner, et Louis Carton y décrit la nécropole mise au jour près de la gare de Salammbô à Carthage, ainsi que les nombreux objets découverts dont des statuettes, des lampes et des statues. Au-dessous de la nécropole, il découvre aussi une cella.

### Vie privée
Issu d'une famille du nord de la France, il épouse Marie Thélu le 25 février 1897 à Marconne (Pas-de-Calais), fille d'Émile Ange Thélu et d'Elvire Chevau, eux-mêmes descendants de vieilles familles du Nord.
Il habitait la villa Stella à Khereddine dans la banlieue de Tunis.
Son éloge funèbre est prononcé lors des comptes-rendus de la séance du 9 janvier 1925 de l'Académie des inscriptions et belles-lettres par Charles-Victor Langlois.

## Œuvres
- Essai sur les travaux hydrauliques des Romains dans le sud de la régence de Tunis, Paris, Ernest Leroux, 1888.
- De l'utilité des études archéologiques au point de vue de la colonisation dans l'Afrique du Nord, Congrès international des sciences géographiques, 1889.
- Les fouilles de Bulla Regia (nov. 1889), Bulletin de la Société de géographie de Lille, 1890.
- Deux jours d'excursion en Tunisie : Souk el Arba, Bulla Regia, Chemtou, Thuburnica, Ghardimaou, Lille, Imprimerie L. Danel, 1891.
- Ksour et troglodytes de la Tunisie, Paris, Lachevardière, 1891.
- Rapport sur les fouilles faites à Bulla Regia en 1890, Paris, Ernest Leroux, 1892.
- De Tunis à Dougga, Lille, Imprimerie L. Danel, 1893.
- La colonisation chez les Romains, Paris, Librairies-Imprimeries réunies, 1893.
- Voyage au pays des dattes (Le Djerid tunisien), Lille, Bulletin de la Société de géographie de Lille, 1894.
- De la Khrouminie au Djerid, Douai, Duthilloeul, 1894.
- Notes sur quelques ruines romaines de Tunisie, Paris, Imprimerie nationale, 1895.
- Découvertes épigraphiques et archéologiques faites en Tunisie (région de Dougga), Paris, Ernest Leroux, 1895.
- Le sanctuaire de Baal-Saturne à Dougga : rapport sur les fouilles exécutées à Dougga en 1893, Paris, Imprimerie nationale, 1896.
- Chronique archéologique nord-africaine, Tunis, Imprimerie rapide, 1904.
- La colonisation romaine dans le pays de Dougga, Tunis, Imprimerie rapide, 1904.
- Les catacombes d'Hadrumète : première campagne de fouilles (1904-1905), Sousse, Imprimerie française, 1905.
- Le sanctuaire de Tanit à el-Kénissia, Paris, Imprimerie nationale, 1906.
- Guide express de Carthage, Tunis, Danguin, 1908.
- Note sur des fouilles exécutées à Thuburnica et à Chemtou, Paris, Imprimerie nationale, 1909.
- Ruines de Dougga, Thugga, Tunis, Nérat, Fortin, 1910.
- Inscriptions latines découvertes dans la vallée moyenne de la Medjerdah en Tunisie, Paris, Imprimerie nationale, 1912.
- Le Nord-Ouest de la Tunisie, Souk El Arba, Comité d'initiative du Nord-Ouest tunisien, 1913.
- Découvertes faites en 1914 dans les fouilles de Bulla Regia, Paris, Imprimerie nationale, 1915.
- Le Monte Testaccio de Sousse, Tunis, Imprimerie rapide, 1915.
- Questions de topographie carthaginoise, Paris, Ernest Leroux, 1919.
- Carthage et le tourisme en Tunisie, Boulogne-sur-Mer, Imprimeries réunies, 1919.
- La Tunisie en l'an 2000 (Lettres d'un touriste), Tunis, Bonici, 1921[11].
- Ruines de Thugga-Dougga, Tunis, Namura et Bonici, 1922.
- La beauté des ruines de Carthage, Paris, Néréys, 1923.
- Pour visiter Carthage, Tunis, Imprimerie Barlier, 1924.
- Le sanctuaire punique découvert à Carthage, Paris, Paul Geuthner, 1929.